# فان فورهيس (بنسلفانيا)
فان فورهيس (بالإنجليزية: Van Voorhis, Pennsylvania)‏ هي منطقة سكنية تقع في الولايات المتحدة في مقاطعة واشنطن (بنسلفانيا). يقدر عدد سكانها بـ 166 نسمة وترتفع عن سطح البحر 284.99 متر.